# Pallamano femminile ai XVI Giochi del Mediterraneo - Qualificazioni gruppo A
Tutte le partite relative alle Qualificazioni del Gruppo A per il torneo di Pallamano femminile ai XVI Giochi del Mediterraneo si sono svolte al Palasport Santa Filomena di Chieti.

## Classifica
| Gruppo A | Gruppo A | Gruppo A | Gruppo A | Gruppo A | Gruppo A | Gruppo A | Gruppo A | Gruppo A |
| Squadra  | G        | V        | N        | P        | F        | S        | D        | PT       |
| -------- | -------- | -------- | -------- | -------- | -------- | -------- | -------- | -------- |
| Turchia  | 4        | 4        | 0        | 0        | 128      | 92       | +36      | 8        |
| Spagna   | 4        | 3        | 0        | 1        | 134      | 77       | +57      | 6        |
| Croazia  | 4        | 2        | 0        | 2        | 111      | 115      | -4       | 4        |
| Italia   | 4        | 1        | 0        | 3        | 102      | 147      | -45      | 2        |
| Grecia   | 4        | 0        | 0        | 4        | 90       | 134      | -44      | 0        |

## Incontri
| Chieti 26 giugno 2009, ore 15:00 | Croazia | 28 – 24 referto | Grecia | Pala Santa Filomena |

| Chieti 26 giugno 2009, ore 17:00 | Turchia | 26 – 24 referto | Spagna | Pala Santa Filomena |

| Chieti 27 giugno 2009, ore 15:00 | Grecia | 19 – 35 referto | Turchia | Pala Santa Filomena |

| Chieti 27 giugno 2009, ore 17:00 | Italia | 26 – 38 referto | Croazia | Pala Santa Filomena |

| Chieti 28 giugno 2009, ore 14:00 | Turchia | 36 – 21 referto | Italia | Pala Santa Filomena |

| Chieti 28 giugno 2009, ore 18:00 | Spagna | 36 – 14 referto | Grecia | Pala Santa Filomena |

| Chieti 29 giugno 2009, ore 14:00 | Italia | 20 – 40 referto | Spagna | Pala Santa Filomena |

| Chieti 29 giugno 2009, ore 18:00 | Croazia | 28 – 31 referto | Turchia | Pala Santa Filomena |

| Chieti 30 giugno 2009, ore 14:00 | Spagna | 34 – 17 referto | Croazia | Pala Santa Filomena |

| Chieti 30 giugno 2009, ore 18:00 | Grecia | 33 – 35 referto | Italia | Pala Santa Filomena |